# 抚顺县
抚顺县位于中国辽宁省东部，是抚顺市下辖的一个县。縣人民政府駐顺城区新城路中段20—3號。
值得注意的是抚顺县政府驻地并不在抚顺县境内而是在顺城区，这种现象在中国县级行政区极为少见。2006年，抚顺县政府工作报告中提出以石文镇为新县城。2011年8月，辽宁省人民政府《关于同意在抚顺县石文镇筹备建设县城的批复》，同意抚顺县在石文镇筹备建设县城。2018年报道中，据抚顺县政府网站显示，抚顺县县城尚未搬迁，仍位于抚顺市区内。

## 历史
- 明洪武二十一年在抚顺设“抚顺千户所”，隶属沈阳中卫辖。后来，为女真贵族的“建州卫”占据。
- 清光绪二十八年（1902年）划承德县东界为兴仁县，抚顺属兴仁县辖；光绪三十四年（1908年）兴仁县移治抚顺城，同时更名抚顺县。

## 人口
根據全國第七次人口普查數據顯示，截至2020年11月1日零時，常住人口83125人。

## 地理
抚顺县大体是“七山一水半分田，半分道路和庄园”。处于低山丘陵向平原的过渡地带。东、东南、东北地势高，西、西南、西北稍平缓。中部为浑河谷地，境内山峦起伏，森林茂密。有浑河及支流党河、社河、东洲河等；共有河流51条，总长730公里，年径流量5.6亿立方米。
属温带大陆性季风气候；年均温7.8℃，一月均温－14℃，最低－35.2℃；七月均温24℃，最高35.8℃；年均雨量800毫米，无霜期162天；年日照2280小时。

## 行政区划
抚顺县下辖4个镇、3个乡、1个民族乡：
石文镇、后安镇、救兵镇、上马镇、马圈子乡、峡河乡、海浪乡和汤图满族乡。

## 特产
三块石大果榛子、抚顺林下参、抚顺辽五味子、抚顺琥珀、抚顺哈什蚂：中国地理标志产品。